# Jeff Ferguson
Jeffrey Michael Ferguson, detto Jeff (Toronto, 18 dicembre 1981), è un ex cestista canadese.

## Carriera
Con il Canada ha disputato i Campionati americani del 2011.